# Лаомедонт

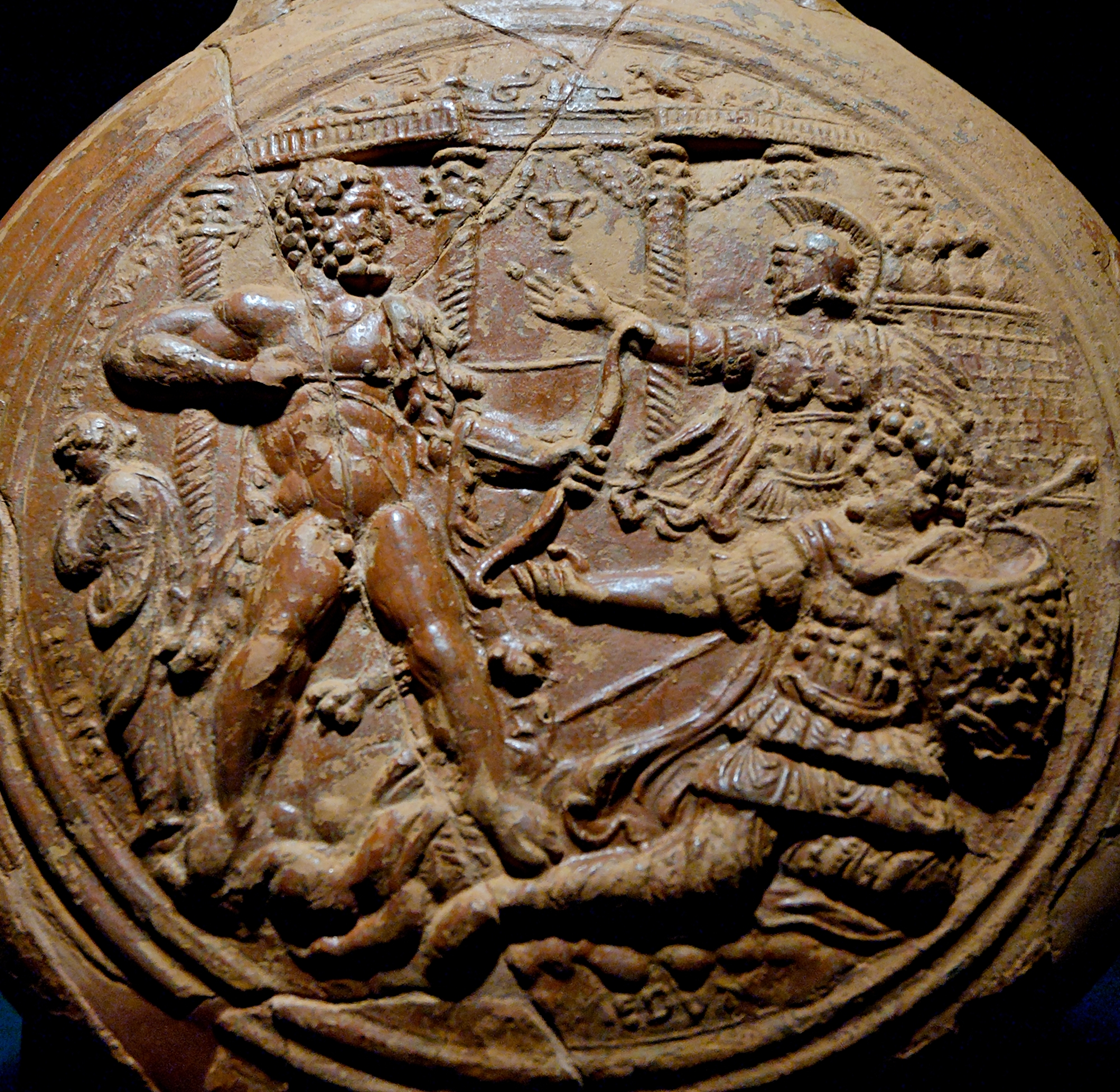
Геракл вбиває Лаомедонта

Лаомедо́нт (дав.-гр. Λαομέδοντας) — в давньогрецькій міфології син Іла й Еврідіки, батько Пріама й Гесіони, можливо Кілли, володар Трої. Він зробив місто могутнім, але вирізнявся пихою і жадібністю, що призвело до зруйнування Трої та загибелі царя.

## Лаомедонт у міфах
На службу Ілу (або самому Лаомедонту) Зевс на рік послав Посейдона і Аполлона в покарання за зазіхання на свою владу. Боги обгородили Трою муром; згідно з деякими міфами, їм допомагав Еак (варіант: міські стіни будував Посейдон, а Аполлон пас отари Лаомедонта). Оскільки Лаомедонт не дотримав слова і не заплатив богам за виконану роботу, Аполлон наслав на Трою страшну моровицю, а Посейдон — морське страховисько, яке пожирало людей і заливало поля водою.
Від оракула Зевса Аммона цар дізнався, що мусить віддати свою дочку Гесіону на поталу чудовиську, тільки після цього лиха припиняться. Однак Лаомедонт став вимагати в усіх знатних сімей Трої, щоб вони спершу принесли своїх дочок. Троянці відправили дочок за межі держави, лишилися тільки троє дітей Фенодама. Той переконав містян кинути жереб, за яким принести в жертву випало Гесіону.
Геракл, пропливаючи повз, врятував Гесіону та висунув пропозицію вбити чудовисько в обмін на білих коней Лаомедонта, подарованих колись Зевсом як компенсацію за викрадення Ганімеда. Лаомедонт погодився на такий обмін. Однак він не дотримався слова, коли потвору було подолано. За одним варіантом, він спочатку пообіцяв віддати коней, коли Геракл повернеться з походу аргонавтів, також видавши за нього Гесіону. Коли ж герой повернувся, цар не став видавати ні дочки, ні нагороди за допомогу. Другий варіант говорить, що Лаомедонт підмінив божественних коней звичайними. Розгніваний Геракл прибув до Тіринфу, де набрав військо і пригрозив Трої війною. Так чи інакше, Геракл зібрав флот і вирушив на війну з Лаомедонтом, щоб помститися йому і отримати обіцяну нагороду.
Тим часом Лаомедонт помстився Фенодаму, вбив його, а його дочок продав купцям для видовищ з дикими звірами. Дівчат врятувала Афродіта, а старша з них, Егеста народила героя Акеста.
Геракл з військом раптово напали на Трою і Лаомедонт не встиг зібрати воїнів для оборони. Натомість він роздав простим троянцям смолоскипи й мечі і послав їх спалити грецькі кораблі. Вигравши час, Лаомедонт закрив браму міста і сховався за мурами. Геракл пішов на штурм і проломив стіни в єдиному слабкому місці — там, де Посейдону з Аполлоном допомагав мурувати смертний Еак. Син Еака, Теламон, що був з Гераклом, першим увірвався до Трої, чим викликав заздрощі Геракла. Але за дотепну відповідь Геракл віддав Трою йому на розграбування, а сам з лука застрелив Лаомедонта і всіх його синів. Він помилував тільки Подарка, який виступав за чесну винагороду герою, і взяв його в полон, лишивши неушкодженим. Гесіоні Геракл дозволив викупити будь-якого полоненого і вона обрала Подарка, за що його стали називати Пріамом (що означає «викуплений»). Пріам зайняв трон батька, привівши Трою до процвітання.

## Трактування образу
Історичним прототипом міфологічного Лаомедонта міг бути реальний правитель Трої, старший брат Александра, згаданого в хеттських хроніках. За допомогою ахейських греків, очолюваних Агамемноном Старшим (згодом ототожненим з Гераклом), цей володар відбив Трою в хеттів, але потім пересварився із союзниками, і ахейці пішли війною вже проти нього. Під час війни стався землетрус, що пошкодив троянські мури і допоміг грекам здобути місто — пізніше ця історія імовірно стала основою для легенди про Троянського коня.